# Yves-François Blanchet
Yves-François Blanchet (Drummondville, 16 aprile 1965) è un politico canadese, leader del Blocco del Québec dal 2019.
Dopo aver coperto vari incarichi per il Parti Québécois, nel 2019 è stato eletto come leader del Blocco in vista delle elezioni federali di ottobre, in cui è stato eletto parlamentare. Il partito è tornato al terzo posto nella Camera salendo da 10 seggi a 32, numero rimasto stabile alle elezioni del 2021. Ha continuato a guidare il partito nelle elezioni del 2025.

## Linea politica
Blanchet è contrario alla monarchia costituzionale del Paese, ed è favorevole alla rottura dei legami con l'istituzione monarchica britannica.